# Dötlingen
Dötlingen è un comune di 6.071 abitanti della Bassa Sassonia, in Germania.
Appartiene al circondario (Landkreis) di Oldenburg (targa OL).